# Universitat Victòria de Wellington
La Universitat Victòria de Wellington (Victoria University of Wellington en anglès; Te Whare Wānanga o Te Ūpoko o Te Ika a Māui en maori) és una universitat neozelandesa de Wellington, fundada el 1897 per Acta del Parlament, i que formava part de l'antiga Universitat de Nova Zelanda. Ofereix formació en Dret, Humanitats i Ciències, però també d'altres àmbits.
Deu el seu nom a la Reina Victòria del Regne Unit, ja que l'any en què es va fundar la Universitat va ser el 60è aniversari de la coronació d'aquesta. L'any 2004 va celebrar el seu centenari al Hunter Building, la seu original de la Universitat.
Recentment s'ha hagut d'expandir més enllà del campus de Kelburn i s'han inaugurat altres campus a Te Aro, Pipitea i Karori; el Wellington College of Education, fundat el 1880, es va fusionar amb la Universitat per a formar la Facultat d'Educació l'1 de gener de 2005.

## Organització
Biblioteca

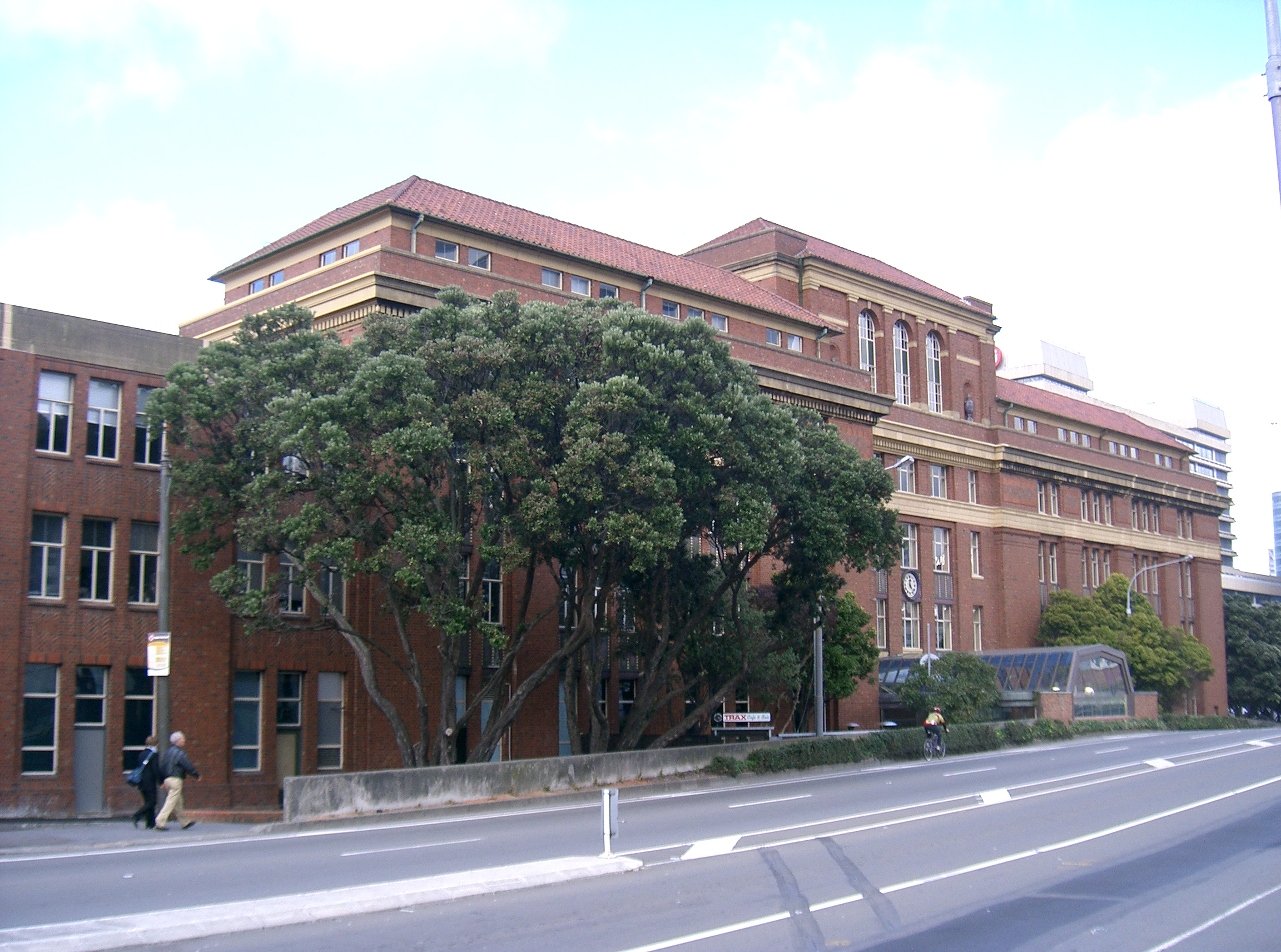
El Campus Pipitea de la Universitat: l'ala oest de Railway Station.

La Universitat compta amb una biblioteca, fundada el 1899, i que conserva aproximadament 1,3 milions de llibres, encara que avui dia també té accés a unes 70.000 publicacions periòdiques electròniques i impreses, i uns 200.000 llibres electrònics.
Facultats i Escoles
- Facultat d'Arquitectura i Disseny
- Escola de Negocis Victoria
- Facultat d'Educació
- Facultat d'Enginyeria
- Facultat de Postgrau de Recerca
- Facultat d'Humanitats i Ciències Socials
- Facultat de Dret
- Facultat de Ciència
- Toihuarewa

Centres i Instituts de Recerca
La Universitat compta amb més de 40 centres i instituts de recerca, entre els quals s'inclouen:
- MacDiarmid Institute for Advanced Materials and Nanotechnology
- Malaghan Institute of Medical Research
- Victoria University Coastal Ecology Laboratory
- Centre for Strategic Studies New Zealand
- Institute of Policy Studies
- Adam Art Gallery
- New Zealand Electronic Text Centre
- Antarctic Research Centre

## Alumni
Categoria principal: Alumnes de la Universitat Victòria de Wellington
Entre els seus exalumnes hi trobem els polítics David Bennett, Chester Borrows, Bill English, Chris Finlayson, Craig Foss, Craig Foss, Tim Groser, Andrew Little i Meka Whaitiri, i també el químic Alan MacDiarmid, entre d'altres.